# Gazella dorcas
La gazzella dorcade (Gazella dorcas Linnaeus, 1758), nota anche come gazzella del deserto, è una piccola specie di gazzella piuttosto comune. Le sue numerose sottospecie vivono pascolando e brucando nelle praterie, nelle steppe, negli uadi, nei deserti rocciosi e nei semideserti del Nordafrica e del Medio Oriente. In natura ne rimangono 35 000-40 000 capi. In passato anche la gazzella saudita, una specie scomparsa originaria della Penisola Arabica, era ritenuta una sua sottospecie.

## Tassonomia
Attualmente gli studiosi ne riconoscono sei sottospecie:
- G. d. dorcas Linnaeus, 1758 (Mauritania, Mali, Niger, Ciad, Sudan ed Egitto);
- G. d. beccarii De Beaux, 1931 (Eritrea ed Etiopia);
- G. d. isabella Gray, 1846 (Israele, Giordania e Sinai);
- G. d. massaesyla Cabrera, 1928 (Marocco);
- G. d. osiris Blaine, 1913 (Marocco, Algeria, Tunisia, Libia, Mali, Egitto e Sudan);
- G. d. pelzelnii Kohl, 1886 (Gibuti e Somalia).

## Descrizione

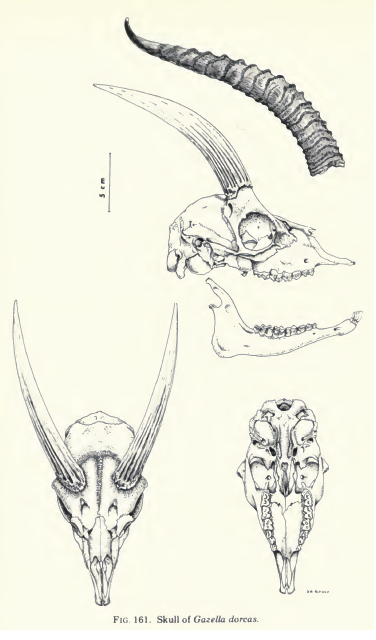
Cranio.

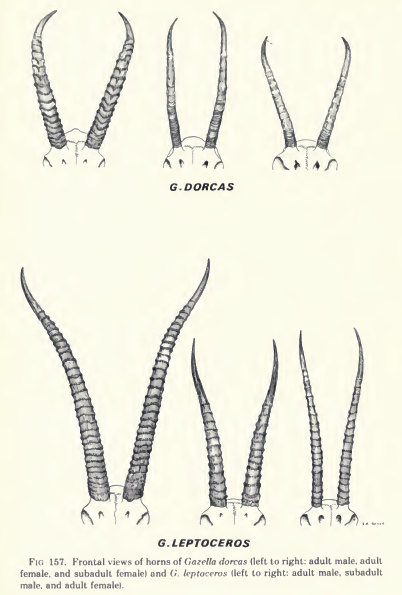
Corna di gazzella dorcade (sopra) e di gazzella bianca (sotto).

La gazzella dorcade misura 90–110 cm di lunghezza, 55–65 cm di altezza al garrese e pesa 15–20 kg. Nel complesso, è molto simile alla gazzella di montagna, sua stretta parente, ma è più piccola e ha orecchie più lunghe e corna più ricurve, a forma di lira e con punte rivolte in avanti e all'interno. Gli esemplari appartenenti alla sottospecie del Sahara (G. d. osiris) hanno un mantello di colore fulvo molto chiaro; in essi, le regioni inferiori bianche sono circondate da una striscia marrone, al di sopra della quale vi è un'altra striscia color sabbia. La fronte e la faccia sono più scure del corpo. Le sottospecie diffuse a nord del Sahara tendono ad avere un colore dalle tonalità ocra e fianchi e maschere facciali scuri, mentre le popolazioni originarie di Israele e delle regioni attorno al Mar Rosso hanno tonalità più scure e rossastre.

## Distribuzione e habitat
La gazzella dorcade è diffusa in Nordafrica e Medio Oriente. Il «probabile» areale delle varie sottospecie comprende Algeria, Burkina Faso, Ciad, Gibuti, Egitto, Eritrea, Etiopia, Libia, Mali, Marocco, Niger, Sahara occidentale, Somalia, Sudan e Tunisia. In Giordania è considerata una delle specie più minacciate del Paese. G. d. isabella è diffusa in Israele e Sinai, e lungo le coste del Mar Rosso presso il confine con l'Arabia Saudita. La gazzella dorcade del Marocco (G. d. massaesyla) è diffusa solamente nelle pianure settentrionali del Marocco e la gazzella di Pelzeln (G. d. pelzelnii) è diffusa in Somalia.
Le gazzelle dorcadi abitano le piatte distese erbose e le steppe in Marocco, e i deserti, i subdeserti e le steppe in Algeria, dove tendono a evitare terreni molto sabbiosi. In Libia vivono in una vasta gamma di habitat aridi aperti, ma mostrano una particolare preferenza per i corsi d'acqua in secca ricchi di vegetazione, noti come uadi. Nel Deserto Occidentale dell'Egitto la specie predilige le depressioni con oasi ed è solita spingersi fin sulle coste del Mediterraneo; sempre nella stessa area si incontra anche negli uadi. In Giordania le gazzelle vivono nelle piatte distese ghiaiose, nelle aree miste di ghiaia e dune e sugli altopiani ghiaiosi, e in Israele si incontrano generalmente negli uadi, dove riescono ad attecchire gli alberi di acacia, grazie alla presenza di falde acquifere sotterranee.

## Biologia

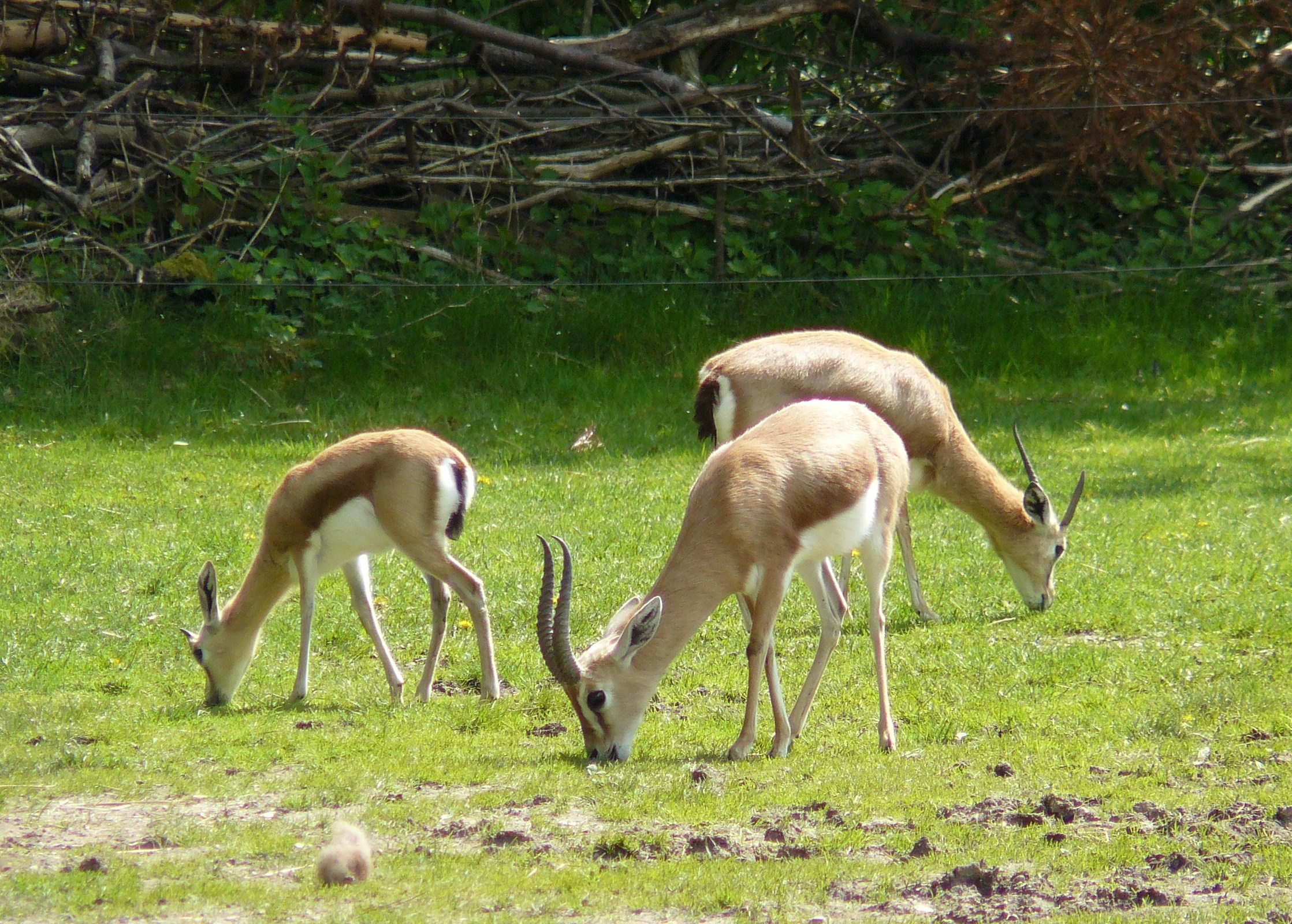
Gazzelle dorcadi.

La gazzella dorcade è una delle gazzelle meglio adattate alla vita nel deserto; può trascorrere l'intera esistenza senza bere, dal momento che è in grado di ricavare tutti i liquidi necessari dalle piante che costituiscono la sua dieta. Tuttavia, quando è disponibile, beve anche acqua. È in grado di sopportare temperature elevate, ma quando è troppo caldo è attiva prevalentemente al tramonto, all'alba e nelle ore notturne. Nelle aree dove viene perseguitata, tende a essere attiva di notte allo scopo di minimizzare il rischio di essere catturata. Questa gazzella si nutre di foglie, fiori e baccelli di molte specie di acacia, così come di foglie, germogli e frutti di vari arbusti. Occasionalmente si rizza sulle zampe posteriori per brucare dagli alberi, e dopo le piogge è stata vista dissotterrare bulbi dal terreno.
Quando le condizioni sono difficili, le gazzelle dorcadi vivono in coppia, ma quando le condizioni sono più favorevoli vivono in gruppi familiari costituiti da un maschio adulto, da alcune femmine e dai piccoli. Durante la stagione degli amori, i maschi adulti tendono a essere territoriali, e marcano la propria zona con cumuli di letame. In quasi tutto l'areale, gli accoppiamenti avvengono da settembre a novembre. La gestazione dura sei mesi; generalmente nasce un unico piccolo, sebbene in Algeria siano stati registrati anche parti gemellari. Alla nascita il piccolo è ben sviluppato, ricoperto di pelliccia e con gli occhi aperti. Entro la prima ora, il piccolo cerca già di alzarsi in piedi, e comincia a succhiare già dal primo giorno di vita. Durante le prime due settimane, la piccola gazzella rimane distesa in una fenditura del terreno o sotto i cespugli, mentre la madre pascola nelle vicinanze. Successivamente il piccolo inizia a seguire la madre nei dintorni e ad assumere cibo solido. Dopo circa tre mesi, il piccolo smette di succhiare ed è completamente svezzato; da allora, la coppia si ricongiunge alla mandria.
Uno dei nemici naturali della gazzella dorcade è il ghepardo, che però è stato quasi completamente eliminato dall'areale della specie. Tra gli altri predatori ricordiamo il serval, il caracal, il lupo e la iena. I piccoli vengono catturati da felini più piccoli, sciacalli, volpi e aquile. Le gazzelle dorcadi sono in grado di correre a velocità di 80 km/h, e quando si sentono minacciate agitano la coda e saltano a rimbalzi tenendo la testa alta (stotting) per annunciare di aver scorto un predatore.

## Conservazione
Il numero di esemplari di gazzella dorcade è diminuito in tutto l'areale. Tra i fattori che minacciano questa specie vi sono la perdita dell'habitat, dovuta all'espansione di pratiche agricole permanenti, e la competizione per i pascoli con pecore e capre domestiche. Altre minacce sono costituite dal bracconaggio a scopo alimentare e dalla predazione da parte dei cani, ma il pericolo maggiore, in tutto l'areale della gazzella, è rappresentato dalla caccia illegale incontrollata.